# Antonio Bori y Fontestá
Antonio Bori y Fontestá (Badalona, 24 de mayo de 1861-Badalona, 12 de enero de 1912) fue un maestro, pedagogo y escritor español. 

## Biografía
Nacido el 24 de mayo de 1861 en la localidad barcelonesa de Badalona, colaboró en la revista El Clamor del Magisterio y fundó la publicación El Magisterio Catalán. Dentro del mismo campo y en el Congreso Pedagógico de Barcelona (1888) defendió la enseñanza del catalán.
Es autor de obras de teatro (Gent de platja, La Gallarda del Roser), de una Historia de Cataluña (Barcelona, 1898) y muchos poemas de temática heterogénea publicados en periódicos y revistas, como Lo Gay Saber, La Veu del Montserrat, La Renaixensa, El Eco de Badalona, L'Esparver y La Ilustració Catalana. Pero la obra que le dio mayor popularidad fue Lo trobador català (Barcelona, 1892), miscelánea de prosas y de poesías, que editó para que fuese usada en el aprendizaje escolar del catalán. De esta obra, y hasta el 1936, se publicaron veinte ediciones y actualmente continúa siendo reeditada. Falleció en enero de 1919 en Badalona.